# Idaea nitidulata
Idaea nitidulata là một loài bướm đêm trong họ Geometridae.